# Daniela von Arnim
Daniela von Arnim (ur. 10 lipca 1964) – niemiecka brydżystka, World Master w kategorii open oraz World Grand Master w kategorii kobiet (WBF), European Grand Master oraz European Champion w kategorii open i kobiet (EBL).
Daniela von Arnim ma córkę Laurę urodzoną w roku 2002. Jej partnerką brydżową jest Sabine Auken.

## Wyniki brydżowe

### Olimpiady
W olimpiadach uzyskała następujące rezultaty:
| Olimpiady brydżowe. Zawody teamów | Olimpiady brydżowe. Zawody teamów | Olimpiady brydżowe. Zawody teamów    | Olimpiady brydżowe. Zawody teamów | Olimpiady brydżowe. Zawody teamów | Olimpiady brydżowe. Zawody teamów |
| Rok                               | Miejsce                           | Zawody                               | Kategoria                         | Drużyna                           | Pozycja                           |
| --------------------------------- | --------------------------------- | ------------------------------------ | --------------------------------- | --------------------------------- | --------------------------------- |
| 2008                              | Pekin                             | 1. Olimpiada Sportów Umysłowych      | Kobiety                           | Germany                           | 5                                 |
| 2004                              | Stambuł                           | 12. Olimpiada Teamów                 | Kobiety                           | Germany                           | 9                                 |
| 2000                              | Maastricht                        | 11. Olimpiada Brydżowa               | Kobiety                           | Germany                           | 3                                 |
| 1999                              | Lozanna                           | 2. Mistrzostwa o Wielką Nagrodę MKOL | Kobiety                           | Europe                            | 1                                 |
| 1996                              | Rodos                             | 10. Olimpiada Teamów                 | Kobiety                           | Germany                           | 5                                 |
| 1992                              | Salsomaggiore                     | 9. Olimpiada Teamów                  | Kobiety                           | Germany                           | 4                                 |
| 1988                              | Wenecja                           | 8. Olimpiada Teamów                  | Kobiety                           | Germany                           | 10                                |

### Zawody światowe
W światowych zawodach zdobyła następujące lokaty:
| Mistrzostwa Świata. Konkurencja teamów | Mistrzostwa Świata. Konkurencja teamów | Mistrzostwa Świata. Konkurencja teamów                | Mistrzostwa Świata. Konkurencja teamów | Mistrzostwa Świata. Konkurencja teamów | Mistrzostwa Świata. Konkurencja teamów |
| Rok                                    | Miejsce                                | Zawody                                                | Kategoria                              | Drużyna                                | Pozycja                                |
| -------------------------------------- | -------------------------------------- | ----------------------------------------------------- | -------------------------------------- | -------------------------------------- | -------------------------------------- |
| 2011                                   | Veldhoven                              | 40. Mistrzostwa Świata Teamów                         | Kobiety                                | Germany                                | 9                                      |
| 2011                                   | Veldhoven                              | 40. Mistrzostwa Świata Teamów                         | Kobiety                                | Germany                                | 9                                      |
| 2010                                   | Filadelfia                             | 13. Seria Mistrzostw Świata                           | Open                                   | Josef and Cards                        | 17                                     |
| 2010                                   | Filadelfia                             | 13. Seria Mistrzostw Świata                           | Miksty                                 | Auken                                  | 12                                     |
| 2009                                   | São Paulo                              | 39. Mistrzostwa Świata Teamów                         | Trans                                  | Welland                                | 5                                      |
| 2009                                   | São Paulo                              | 39. Mistrzostwa Świata Teamów                         | Kobiety                                | Germany                                | 5                                      |
| 2008                                   | Pekin                                  | 1. Olimpiada Sportów Umysłowych                       | Miksty                                 | Auken                                  | 4                                      |
| 2007                                   | Szanghaj                               | 38. Mistrzostwa Świata Teamów                         | Kobiety                                | Germany                                | 2                                      |
| 2006                                   | Werona                                 | 12. Mistrzostwa Świata                                | Kobiety                                | Baker                                  | 9                                      |
| 2005                                   | Estoril                                | 37. Mistrzostwa Świata Teamów                         | Kobiety                                | Germany                                | 2                                      |
| 2004                                   | Stambuł                                | 3. Transnarodowe Mistrzostwa Świata Teamów Mikstowych | Miksty                                 | Auken                                  | 1                                      |
| 2003                                   | Monte Carlo                            | 36. Mistrzostwa Świata Teamów                         | Trans                                  | Nadar                                  | 44                                     |
| 2003                                   | Monte Carlo                            | 36. Mistrzostwa Świata Teamów                         | Kobiety                                | Germany                                | 5                                      |
| 2001                                   | Paryż                                  | 35. Mistrzostwa Świata Teamów                         | Kobiety                                | Germany                                | 1                                      |
| 2000                                   | Southampton                            | 34. Mistrzostwa Świata Teamów                         | Kobiety                                | Germany                                | 5                                      |
| 1998                                   | Lille                                  | 10. Mistrzostwa Świata                                | Kobiety                                | Auken                                  | 2                                      |
| 1997                                   | Hammamet                               | 33. Mistrzostwa Świata Teamów                         | Kobiety                                | Germany                                | 9                                      |
| 1997                                   | Hammamet                               | 33. Mistrzostwa Świata Teamów                         | Trans                                  | Auken                                  | 5                                      |
| 1996                                   | Rodos                                  | 1. Mistrzostwa Świata Teamów Mikstowych               | Miksty                                 | Auken                                  | 12                                     |
| 1995                                   | Pekin                                  | 32. Mistrzostwa Świata Teamów                         | Kobiety                                | Germany                                | 1                                      |
| 1994                                   | Albuquerque                            | 9. Mistrzostwa Świata                                 | Kobiety                                | Zenkel                                 | 9                                      |
| 1993                                   | Santiago                               | 31. Mistrzostwa Świata Teamów                         | Kobiety                                | Germany                                | 2                                      |
| 1991                                   | Jokohama                               | 30. Mistrzostwa Świata Teamów                         | Kobiety                                | Germany                                | 5                                      |
| 1989                                   | Perth                                  | 29. Mistrzostwa Świata Teamów                         | Kobiety                                | Germany                                | 4                                      |

| Mistrzostwa Świata. Konkurencja par | Mistrzostwa Świata. Konkurencja par | Mistrzostwa Świata. Konkurencja par | Mistrzostwa Świata. Konkurencja par | Mistrzostwa Świata. Konkurencja par | Mistrzostwa Świata. Konkurencja par |
| Rok                                 | Miejsce                             | Zawody                              | Kategoria                           | Partner                             | Pozycja                             |
| ----------------------------------- | ----------------------------------- | ----------------------------------- | ----------------------------------- | ----------------------------------- | ----------------------------------- |
| 2010                                | Filadelfia                          | 13. Mistrzostwa Świata              | Miksty                              | Tommy Garvey                        | 296                                 |
| 2010                                | Filadelfia                          | 13. Mistrzostwa Świata              | Open                                | Sabine Auken                        | 116                                 |
| 2006                                | Werona                              | 12. Mistrzostwa Świata              | Miksty                              | Ishmael Delmonte                    | 25                                  |
| 2006                                | Werona                              | 12. Mistrzostwa Świata              | Kobiety                             | Jill Levin                          | 11                                  |
| 1998                                | Lille                               | 10. Mistrzostwa Świata              | Miksty                              | Klaus Reps                          | 107                                 |
| 1998                                | Lille                               | 10. Mistrzostwa Świata              | Miksty                              | Sabine Zenkel                       | 2                                   |
| 1986                                | Miami Beach                         | 7. Mistrzostwa Świata               | Kobiety                             | Sabine Zenkel                       | 7                                   |

| Mistrzostwa Świata. Konkurencja indywidualna | Mistrzostwa Świata. Konkurencja indywidualna | Mistrzostwa Świata. Konkurencja indywidualna | Mistrzostwa Świata. Konkurencja indywidualna | Mistrzostwa Świata. Konkurencja indywidualna | Mistrzostwa Świata. Konkurencja indywidualna |
| Rok                                          | Miejsce                                      | Zawody                                       | Kategoria                                    | Pozycja                                      |                                              |
| -------------------------------------------- | -------------------------------------------- | -------------------------------------------- | -------------------------------------------- | -------------------------------------------- | -------------------------------------------- |
| 2004                                         | Werona                                       | 6. Indywidualne Mistrzostwa Świata           | Kobiety                                      | 13                                           |                                              |
| 2000                                         | Ateny                                        | 5. Indywidualne Mistrzostwa Świata           | Kobiety                                      | 21                                           |                                              |
| 1998                                         | Ajaccio                                      | 4. Indywidualne Mistrzostwa Świata           | Kobiety                                      | 13                                           |                                              |
| 1996                                         | Paryż                                        | 3. Indywidualne Mistrzostwa Świata           | Kobiety                                      | 11                                           |                                              |
| 1994                                         | Paryż                                        | 2. Indywidualne Mistrzostwa Świata           | Kobiety                                      | 9                                            |                                              |
| 1992                                         | Paryż                                        | 1. Indywidualne Mistrzostwa Świata           | Kobiety                                      | 13                                           |                                              |

### Zawody europejskie
W europejskich zawodach zdobył następujące lokaty:
| Zawody europejskie. Konkurencja teamów | Zawody europejskie. Konkurencja teamów | Zawody europejskie. Konkurencja teamów | Zawody europejskie. Konkurencja teamów | Zawody europejskie. Konkurencja teamów | Zawody europejskie. Konkurencja teamów |
| Rok                                    | Miejsce                                | Zawody                                 | Kategoria                              | Drużyna                                | Pozycja                                |
| -------------------------------------- | -------------------------------------- | -------------------------------------- | -------------------------------------- | -------------------------------------- | -------------------------------------- |
| 2010                                   | Ostenda                                | 50. Mistrzostwa Europy Teamów          | Kobiety                                | Niemcy                                 | 4                                      |
| 2009                                   | San Remo                               | 4. Otwarte Mistrzostwa Europy          | Kobiety                                | Joel                                   | 3                                      |
| 2008                                   | Pau                                    | 49. Mistrzostwa Europy Teamów          | Kobiety                                | Niemcy                                 | 5                                      |
| 2007                                   | Antalya                                | 3. Otwarte Mistrzostwa Europy          | Miksty                                 | Emre                                   | 9                                      |
| 2007                                   | Antalya                                | 3. Otwarte Mistrzostwa Europy          | Open                                   | Zia                                    | 5                                      |
| 2006                                   | Warszawa                               | 48. Mistrzostwa Europy Teamów          | Kobiety                                | Niemcy                                 | 4                                      |
| 2005                                   | Teneryfa                               | 2. Otwarte Mistrzostwa Europy          | Miksty                                 | Ventin                                 | 17                                     |
| 2005                                   | Teneryfa                               | 2. Otwarte Mistrzostwa Europy          | Kobiety                                | Baker                                  | 5                                      |
| 2004                                   | Barcelona                              | 3. Puchar Europy                       | Open                                   | KBSC-Germany                           | 11                                     |
| 2004                                   | Malmö                                  | 47. Mistrzostwa Europy Teamów          | Kobiety                                | Niemcy                                 | 6                                      |
| 2003                                   | Mentona                                | 1. Otwarte Mistrzostwa Europy          | Open                                   | Reps                                   | 5                                      |
| 2003                                   | Mentona                                | 1. Otwarte Mistrzostwa Europy          | Miksty                                 | Reps                                   | 5                                      |
| 2002                                   | Salsomaggiore                          | 46. Mistrzostwa Europy Teamów          | Kobiety                                | Niemcy                                 | 2                                      |
| 2001                                   | Teneryfa                               | 45. Mistrzostwa Europy Teamów          | Kobiety                                | Niemcy                                 | 3                                      |
| 2000                                   | Bellaria                               | 6. Mistrzostwa Europy Mikstów          | Miksty                                 | Reps                                   | 29                                     |
| 1999                                   | Malta                                  | 44. Mistrzostwa Europy Teamów          | Kobiety                                | Niemcy                                 | 5                                      |
| 1998                                   | Akwizgran                              | 5. Mistrzostwa Europy Mikstów          | Miksty                                 | Auken                                  | 16                                     |
| 1997                                   | Montecatini                            | 43. Mistrzostwa Europy Teamów          | Kobiety                                | Niemcy                                 | 4                                      |
| 1996                                   | Monte Carlo                            | 4. Mistrzostwa Europy Mikstów          | Miksty                                 | Auken                                  | 2                                      |
| 1995                                   | Vilamoura                              | 42. Mistrzostwa Europy Teamów          | Kobiety                                | Niemcy                                 | 2                                      |
| 1994                                   | Barcelona                              | 3. Mistrzostwa Europy Mikstów          | Miksty                                 | von Arnim                              | 16                                     |
| 1993                                   | Mentona                                | 41. Mistrzostwa Europy Teamów          | Kobiety                                | Niemcy                                 | 4                                      |
| 1991                                   | Killarney                              | 40. Mistrzostwa Europy Teamów          | Kobiety                                | Niemcy                                 | 2                                      |
| 1989                                   | Turku                                  | 39. Mistrzostwa Europy Teamów          | Kobiety                                | Niemcy                                 | 1                                      |
| 1987                                   | Brighton                               | 38. Mistrzostwa Europy Teamów          | Kobiety                                | Niemcy                                 | 6                                      |

| Zawody europejskie. Konkurencja par | Zawody europejskie. Konkurencja par | Zawody europejskie. Konkurencja par | Zawody europejskie. Konkurencja par | Zawody europejskie. Konkurencja par | Zawody europejskie. Konkurencja par |
| Rok                                 | Miejsce                             | Zawody                              | Kategoria                           | Partner                             | Pozycja                             |
| ----------------------------------- | ----------------------------------- | ----------------------------------- | ----------------------------------- | ----------------------------------- | ----------------------------------- |
| 2009                                | San Remo                            | 4. Otwarte Mistrzostwa Europy       | Open                                | Sabine Auken                        | 8                                   |
| 2007                                | Antalya                             | 3. Otwarte Mistrzostwa Europy       | Miksty                              | Roy Welland                         | 8                                   |
| 2007                                | Antalya                             | 3. Otwarte Mistrzostwa Europy       | Open                                | Sabine Auken                        | 184                                 |
| 2005                                | Teneryfa                            | 2. Otwarte Mistrzostwa Europy       | Mikst                               | Pablo Lambardi                      | 22                                  |
| 2005                                | Teneryfa                            | 2. Otwarte Mistrzostwa Europy       | Open                                | Jens Auken                          | 163                                 |
| 2003                                | Mentona                             | 1. Otwarte Mistrzostwa Europy       | Open                                | Sabine Auken                        | 246                                 |
| 2001                                | Teneryfa                            | 45. Mistrzostwa Europy Teamów       | Kobiety                             | Sabine Auken                        | 1                                   |
| 2001                                | Sorrento                            | 11. Mistrzostwa Europy Par          | Open                                | Sabine Auken                        | 56                                  |
| 2000                                | Bellaria                            | 6. Mistrzostwa Europy Mikstów       | Mikst                               | Klaus Reps                          | 160                                 |
| 1999                                | Warszawa                            | 10. Mistrzostwa Europy Par          | Open                                | Sabine Auken                        | 68                                  |
| 1998                                | Akwizgran                           | 5. Mistrzostwa Europy Mikstów       | Mikst                               | Klaus Reps                          | 144                                 |
| 1997                                | Montecatini                         | 6. Mistrzostwa Europy Par Kobiet    | Kobiety                             | Sabine Auken                        | 1                                   |
| 1997                                | Haga                                | 9. Mistrzostwa Europy Par           | Open                                | Sabine Auken                        | 52                                  |
| 1996                                | Monte Carlo                         | 4. Mistrzostwa Europy Mikstów       | Mikst                               | Klaus Reps                          | 36                                  |
| 1995                                | Vilamoura                           | 42. Mistrzostwa Europy Teamów       | Kobiety                             | Sabine Auken                        | 1                                   |
| 1994                                | Barcelona                           | 3. Mistrzostwa Europy Mikstów       | Miksty                              | Klaus Reps                          | 22                                  |
| 1993                                | Mentona                             | 4. Mistrzostwa Europy Kobiet        | Kobiety                             | Sabine Zenkel                       | 19                                  |
| 1993                                | Bielefeld                           | 7. Mistrzostwa Europy Par           | Open                                | Sabine Zenkel                       | 155                                 |
| 1992                                | Ostenda                             | 2. Mistrzostwa Europy Mikstów       | Mikst                               | Christian Schwerdt                  | 163                                 |
| 1991                                | Killarney                           | 1. Mistrzostwa Europy Mikstów       | Kobiety                             | Sabine Zenkel                       | 4                                   |
| 1989                                | Salsomaggiore                       | 5. Mistrzostwa Europy Par           | Open                                | Sabine Zenkel                       | 109                                 |
| 1989                                | Turku                               | 39. Mistrzostwa Europy Teamów       | Kobiety                             | Sabine Zenkel                       | 18                                  |
| 1987                                | Brighton                            | 4. Mistrzostwa Europy Par           | Kobiety                             | Sabine Zenkel                       | 38                                  |